# NGC 3363
NGC 3363 ist eine Spiralgalaxie vom Hubble-Typ Sc im Sternbild Löwe auf der Ekliptik. Sie ist schätzungsweise 255 Millionen Lichtjahre von der Milchstraße entfernt und hat einen Durchmesser von etwa 95.000 Lichtjahren. Vermutlich bildet sie mit PGC 86672 ein gravitativ gebundenes Galaxienpaar.
Im selben Himmelsareal befindet sich u. a. die Galaxie NGC 3352.
Das Objekt wurde am 22. März 1882 von Édouard Stephan entdeckt.